# Союз за республику (Того)
Союз за республику (фр. Union pour la république, UNIR) — правящая политическая партия Того. Партия была образована из бывшей правящей партии Объединение тоголезского народа (RPT), которая была распущена в 2012 году.

## Участие в выборах

### Президентские выборы
| Год  | Кандидат                 | Голоса     | Голоса  | Результат |
| Год  | Кандидат                 | Количество | %       | Результат |
| ---- | ------------------------ | ---------- | ------- | --------- |
| 2015 | Фор Эссозимна Гнассингбе | 1 221 756  | 58,8 %  | Избран    |
| 2020 | Фор Эссозимна Гнассингбе | 1 760 309  | 70,78 % | Избран    |

### Парламентские выборы
| Год  | Лидер          | Голоса     | Голоса | Голоса    | Места      | Места | Позиция | Результат |
| Год  | Лидер          | Количество | %      | ±         | Количество | ±     | Позиция | Результат |
| ---- | -------------- | ---------- | ------ | --------- | ---------- | ----- | ------- | --------- |
| 2013 | Фор Гнассингбе | 880 608    | 46,7 % | ▲6,5 п.п. | 62 из 91   | ▲12   | ▲ 1-е   | Правящая  |
| 2018 | Фор Гнассингбе |            |        |           | 59 из 91   | ▼3    | ▬ 1-е   | Правящая  |
| 2024 | Фор Гнассингбе |            |        |           | 108 из 113 | ▲49   | ▬ 1-е   | Правящая  |